# قهرمان (ترانه ماریا کری)
«قهرمان» (انگلیسی: Hero) ترانه‌ای از ماریا کری خواننده و ترانه‌سرای آمریکایی است. ترانه در ۱۹ اکتبر ۱۹۹۳ از طریق کلمبیا رکوردز به عنوان دومین تک آهنگ از سومین آلبوم استودیویی کری، جعبه موسیقی (۱۹۹۳) منتشر شد. این ترانه که در ابتدا برای گلوریا استفان در نظر گرفته شده بود، توسط ماریا و والتر آفاناسیف ساخته و تهیه شده‌است. در حین نوشتن ترانه، کری به سبک یا صدای آن متصل نشد، بنابراین آن را به موسیقی متن فیلمی به همین نام واگذار کرد. با این حال، پس از اطمینان به حفظ آن، برخی از اشعار را دقیقاً متناسب با شخصیت خود تغییر داد. از نظر اشعاری، این ترانه به عنوان یکی از الهام‌بخش‌ترین و شخصی‌ترین بالاد‌های کری در نظر گرفته می‌شود.
این ترانه به دلیل محتوای غنایی خود مورد انتقادات مختلف منتقدان موسیقی معاصر قرار گرفت، در حالی که از اجرای صوتی کری تقدیر شد. جدا از شعرهایش، «قهرمان» قلاب و صدای خود را از چندین ساز موسیقی مانند گیتار، پیانو و ارگ گرفته‌است. این ترانه موفقیت چشمگیری را در چندین بازار بین‌المللی تجربه کرد و همچنین به هشتمین ترانه برتر کری در جدول ۱۰۰ تک‌آهنگ داغ بیلبورد تبدیل شد. علاوه بر این، در جدول پایان دهه در رتبه ۵۳ قرار گرفت. در خارج از ایالات متحده، «قهرمان» از نمودارهای قدرتمندی برخوردار بود و به پنج تای برتر کانادا، فرانسه، ایرلند، نیوزلند و نروژ و ده‌تای برتر در استرالیا و انگلستان رسید.

## آثار ذکرشده
- Argenson, Jim (2008), Mariah Carey Concert Tours, انتشارات سینت مارتین, ISBN 978-1-155-56204-9
- Bronson, Fred (2003), The Billboard Book of Number 1 Hits, Billboard Books, ISBN 0-8230-7677-6
- Ingall, Carol (1997), Metaphors, Maps, and Mirrors, Praeger, ISBN 978-1-56750-301-2
- Moffitt, Maryellen (2010), See It, Be It, Write It, Free Spirit Publishing, ISBN 978-1-57542-347-0
- Neos, Bridget (2011), Rihanna, Rosen Central, ISBN 978-1-4488-2262-1
- Nickson, Chris (1998), Mariah Carey revisited: her story, انتشارات سینت مارتین, ISBN 978-0-312-19512-0
- Shapiro, Marc (2001), Mariah Carey: The Unauthorized Biography, ECW Press, ISBN 978-1-55490-444-0
- Wade, Darlene (2010), I Am Not Afraid of the Boogey Man, Xulon Press, ISBN 978-1-60957-322-5
- Walker, James (2008), This Business of Urban Music, Billboard Books, ISBN 978-1-4502-4644-6